# Torre de control del paso a nivel de Godella
La Torre de control del paso a nivel de Godella es un elemento ferroviario situado en la calle Arzobispo Fabián y Fuero, en el municipio de Godella. Desde 2008, es Bien de Relevancia Local con identificador número 46.13.135-010.
El edificio fue cedido a finales de los años noventa por Ferrocarriles de la Generalidad Valenciana y preservado por el ayuntamiento de Godella.

## Emplazamiento y descripción

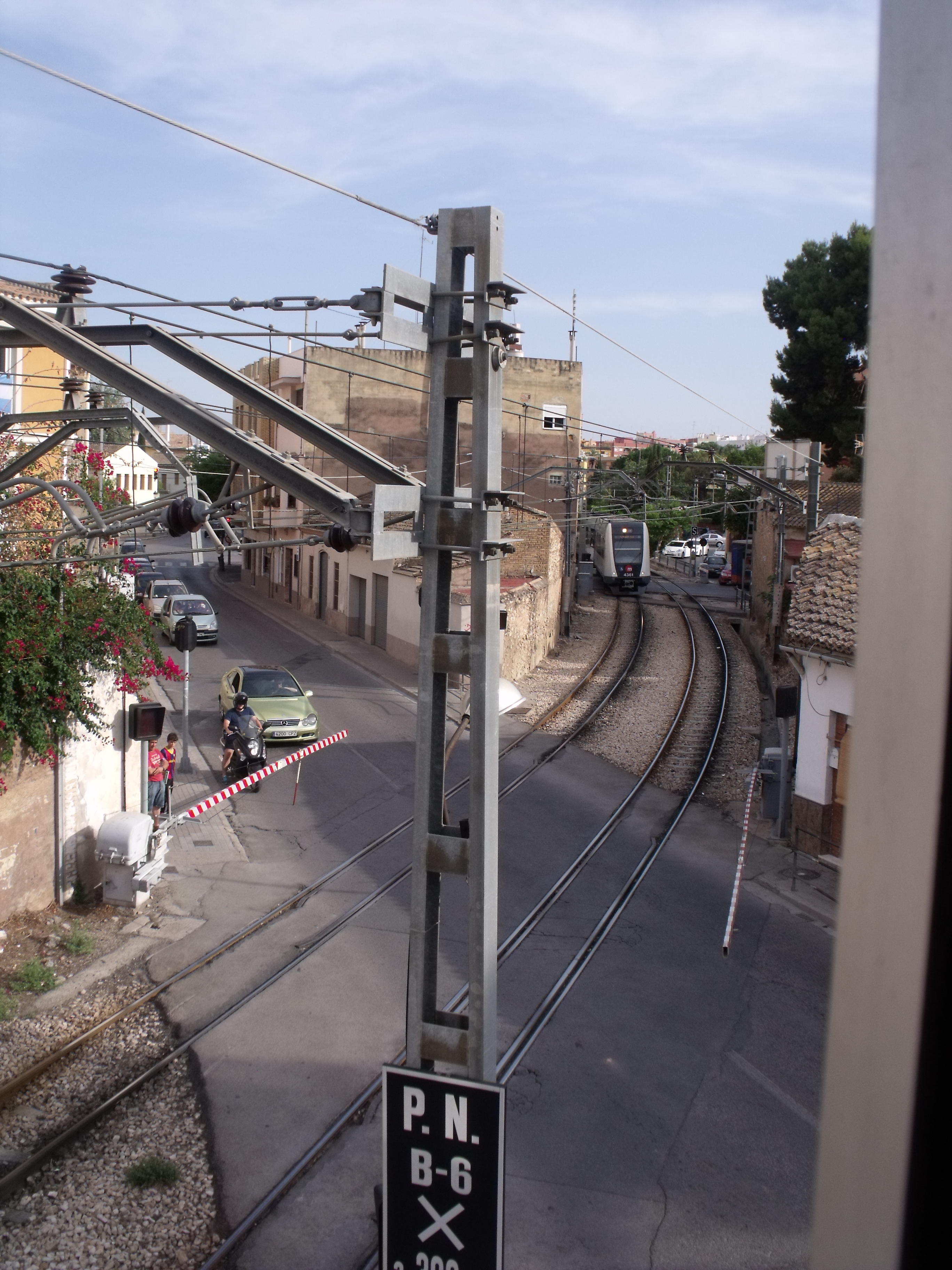
Vista desde la planta superior de la torre de los dos pasos a nivel que controlaba. El más cercano es el de la carretera de Burjasot a Torres Torres, el más alejado el de la avenida de Joan Peset. Al fondo se ve la estación de Godella.

La función de la torre es vigilar y gestionar dos pasos a nivel situados tras la salida de la estación de Godella en dirección a Rocafort. Se encuentra en la parte exterior de la curva que el trazado realiza entre la estación de Godella y la recta que la sigue, de forma que se puede ver hasta la propia estación.
Según los planos del proyecto, la torre es de forma cilíndrica, de casi 3'5 metros de diámetro exterior en su base. Sus muros son de 25 centímetros de espesor. Rematada por un tejado cónico recubierto de tejas, su altura es de unos siete metros y medio, que llegan a nueve con un asta cuyo uso no aparece definido en el proyecto.
Interiormente, la torre presenta dos plantas. La inferior incluye un retrete para el servicio de los empleados y un armario de herramientas y enseres, situado bajo la escalera. La citada escalera discurre por la cara interior del muro, ascendiendo en sentido antihorario, con un ancho de unos 70 cm según el plano. Da acceso a una planta superior donde se encuentran los elementos de comunicaciones y de operación de las barreras. La planta inferior tiene una altura de aproximadamente tres metros y medio, mientras que la superior alcanza unos 2'8 metros.
Los cimientos, en forma de corona circular, tienen un espesor de cincuenta centímetros, profundizando unos setenta u ochenta en el terreno.

## Historia
Los pasos a nivel de Godella se encuentran en la línea de ferrocarril denominada Del Grao de Valencia a Bétera con ramal a Rafelbuñol. Esta línea se proyectó en 1885 y se concedió mediante Real Orden de 1 de agosto de 1889. Su construcción se realizó en tres fases, de las cuales la que afectaba a Godella (que unía El Empalme con Bétera), se inauguró el 21 de noviembre de 1891.
El 20 de septiembre de 1934, se publicó un decreto ministerial del Ministerio de Obras Públicas que llevó a una revisión de la clasificación de los pasos a nivel. La Orden Ministerial de 18 de octubre de 1935 aprobaba esta clasificación para los pasos que afectaban a líneas de la Compañía de Tranvías y Ferrocarriles de Valencia, encargada de gestionar los ferrocarriles de vía estrecha de Valencia y su área de influencia. En el término municipal de Godella se encuentran dos pasos muy cercanos entre sí. Uno, en el punto kilométrico 6,443, sobre la calle Subida de la Ermita (a principios del siglo XXI denominada avenida de Joan Peset Aleixandre). El segundo, en el punto kilométrico 6,503, sobre la carretera de Burjasot a Torres Torres (a principios del siglo XXI denominada calle del Arzobispo Fabián y Fuero).
En el momento de aprobación de la nueva normativa, ambos pasos estaban protegidos por cadenas. Con la nueva normativa debían de estarlo mediante barreras o bien mediante señales por circuito de vía. El 2 de enero de 1952 se presentó el proyecto de protección de los pasos a nivel. En este se desecharon los sistemas deseñalización automática por dos motivos. En primer lugar, por la proximidad del paso a nivel de la Subida de la Ermita a la estación de Godella. En segundo lugar, debido al gran tránsito existente en ese tramo de la carretera de Burjasot a Torres Torres.
Ambos pasos estarían dotados de barreras oscilantes levadizas, las cuales se manipularían desde una torre por medio de transmisiones alámbricas subterráneas. Este tipo de barreras ya estaban en uso en otras instalaciones similares de la misma compañía. Además el proyecto incluía el uso de señales luminosas para controlar la circulación de los trenes, así como señales luminosas y campanas para controlar el tráfico de las carreteras. Los semáforos estarían conmutados con una de las barreras, y los de las carreteras funcionarían en destellos para aumentar su visibilidad.
La torre de control (que en el texto del proyecto se denomina también caseta de maniobra) disponía de un cuadro eléctrico provisto de un interruptor automático de 550 voltios, 10 amperios; tres indicadores luminosos para controlar la posición de las señales, fusión de lámparas y otras incidencias; y un fusible monopolar, de forma que el encargado del accionamiento conocía las condiciones y estado de la instalación.
El presupuesto de construcción de los sistemas de control de los pasos a nivel ascendía a 92 846'74 pesetas, de las que la torre de mando propiamente dicha suponía 22 052'45.
Con la inauguración el 8 de octubre de 1988 de la red de metro y la automatización completa de los pasos a nivel, las torres de mando fueron quedando fuera de servicio. Casi todas ellas, como la cercana de Burjasot-Godella fueron derribadas. A inicios del siglo XXI solo la de Godella permanece en pie. El edificio se encuentra cedido a la Asociación Ferroviaria de Godella.

## Imágenes

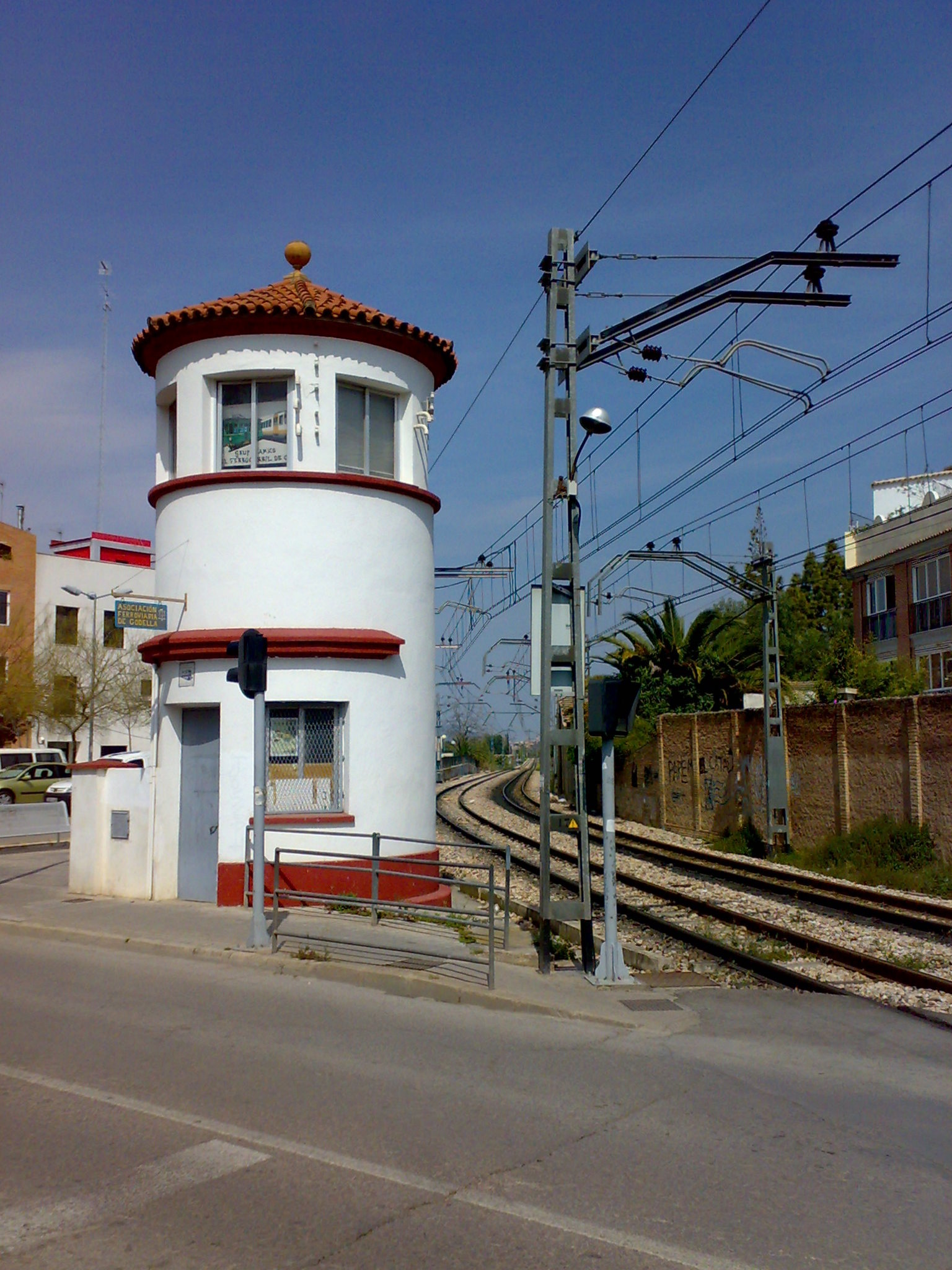
Vista de la torre junto a las vías.
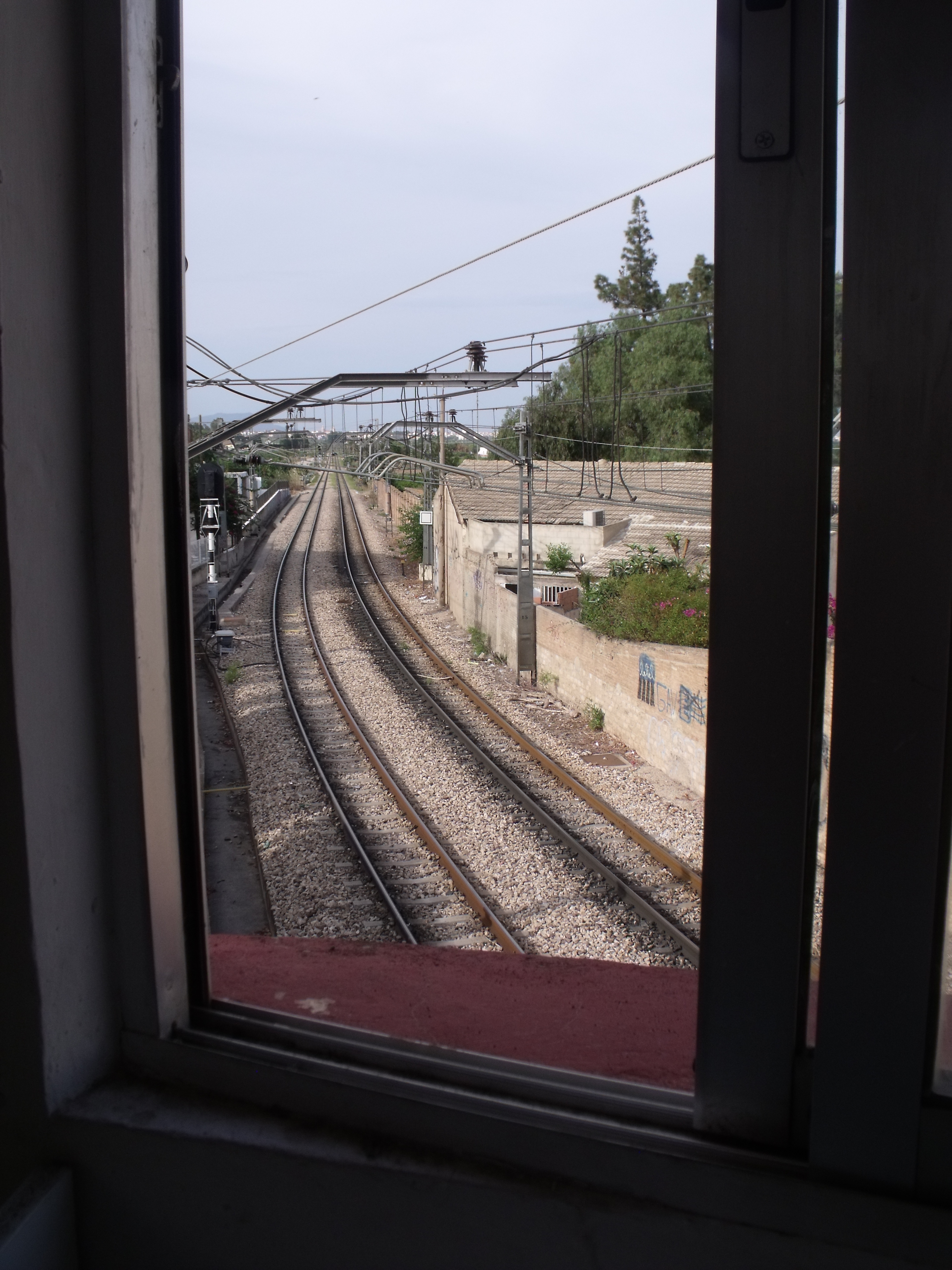
Vista desde la torre hacia Rocafort.
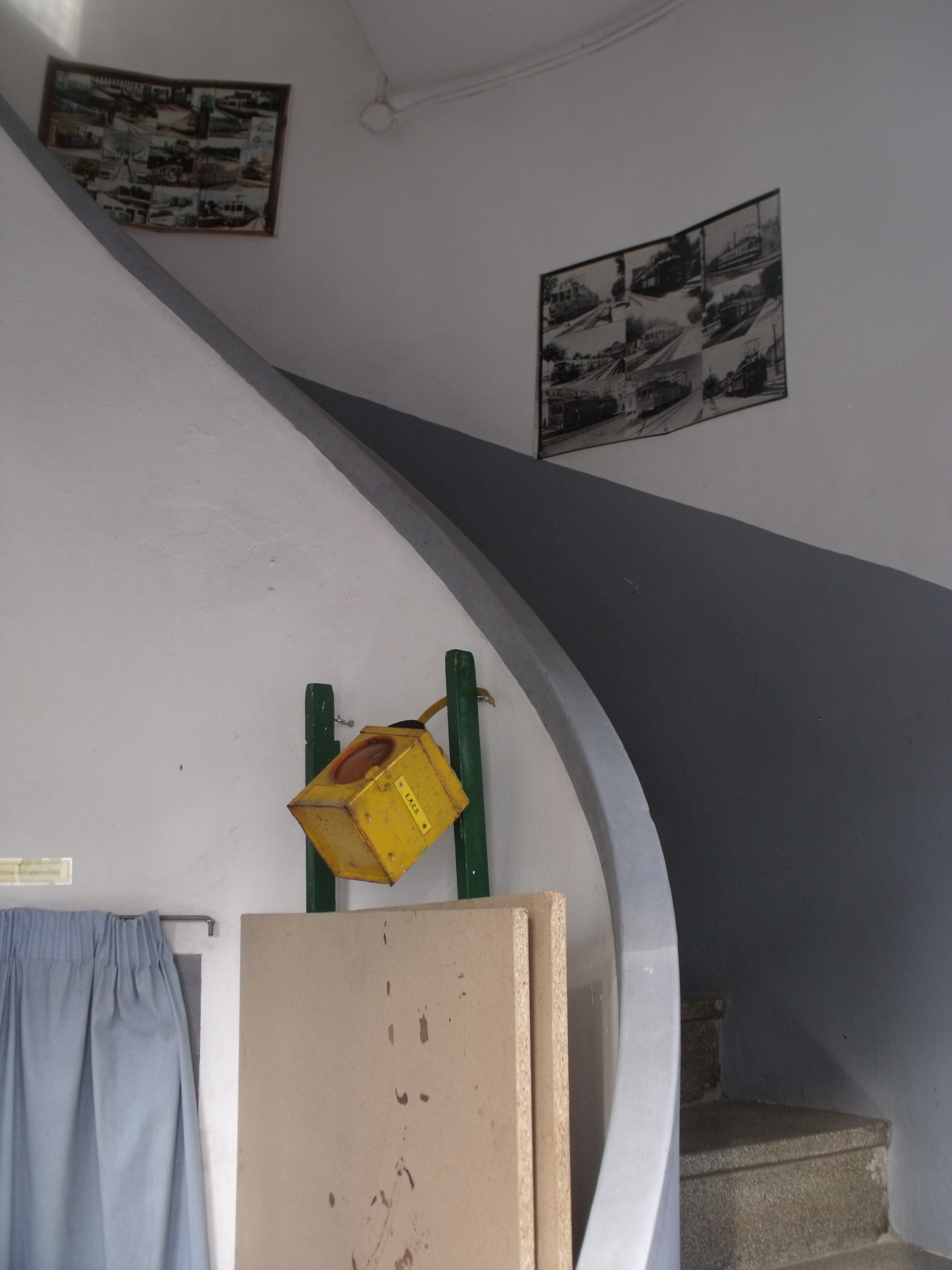
Escalera de acceso a la planta superior.
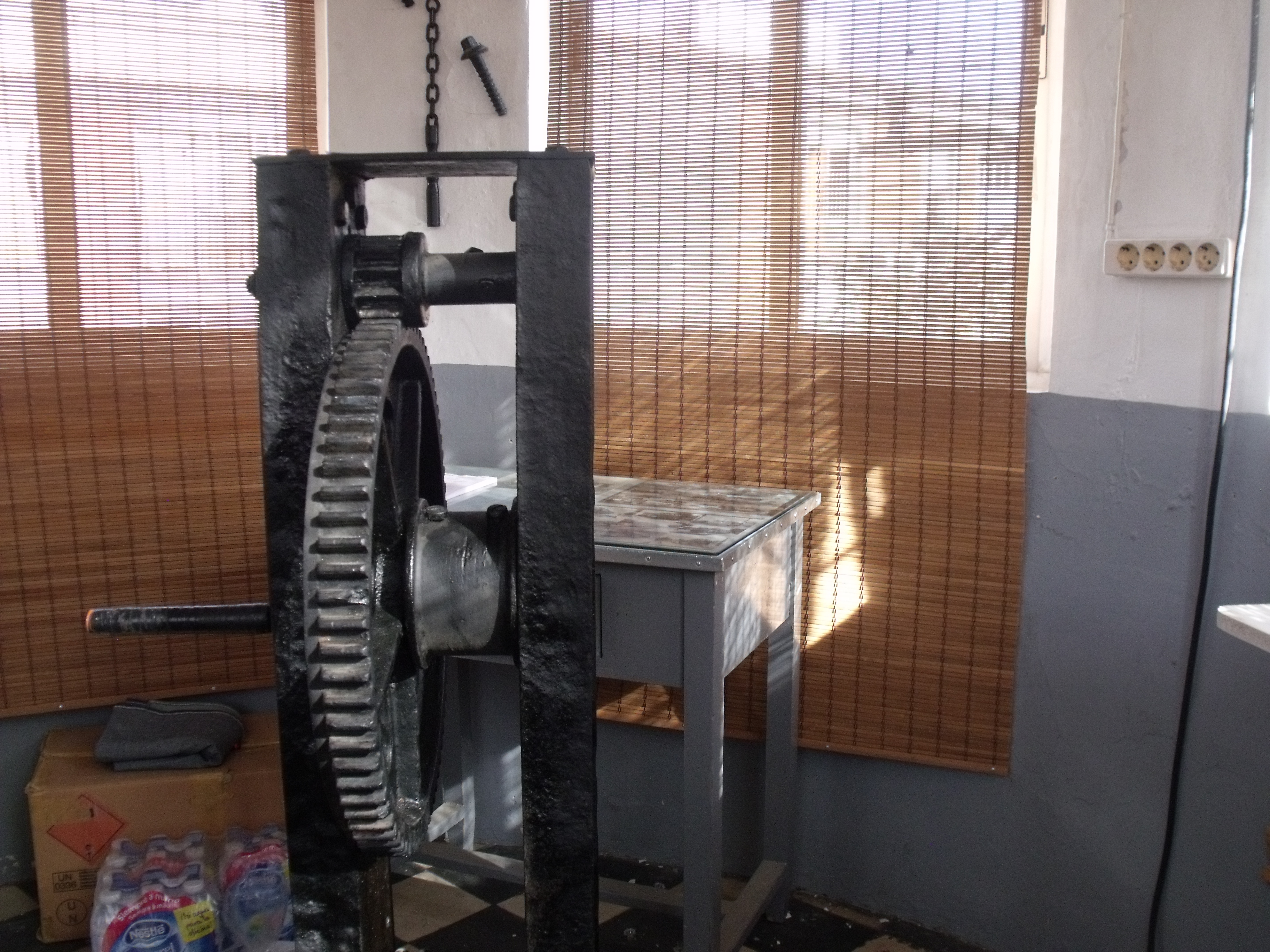
Elementos para operar las barreras.
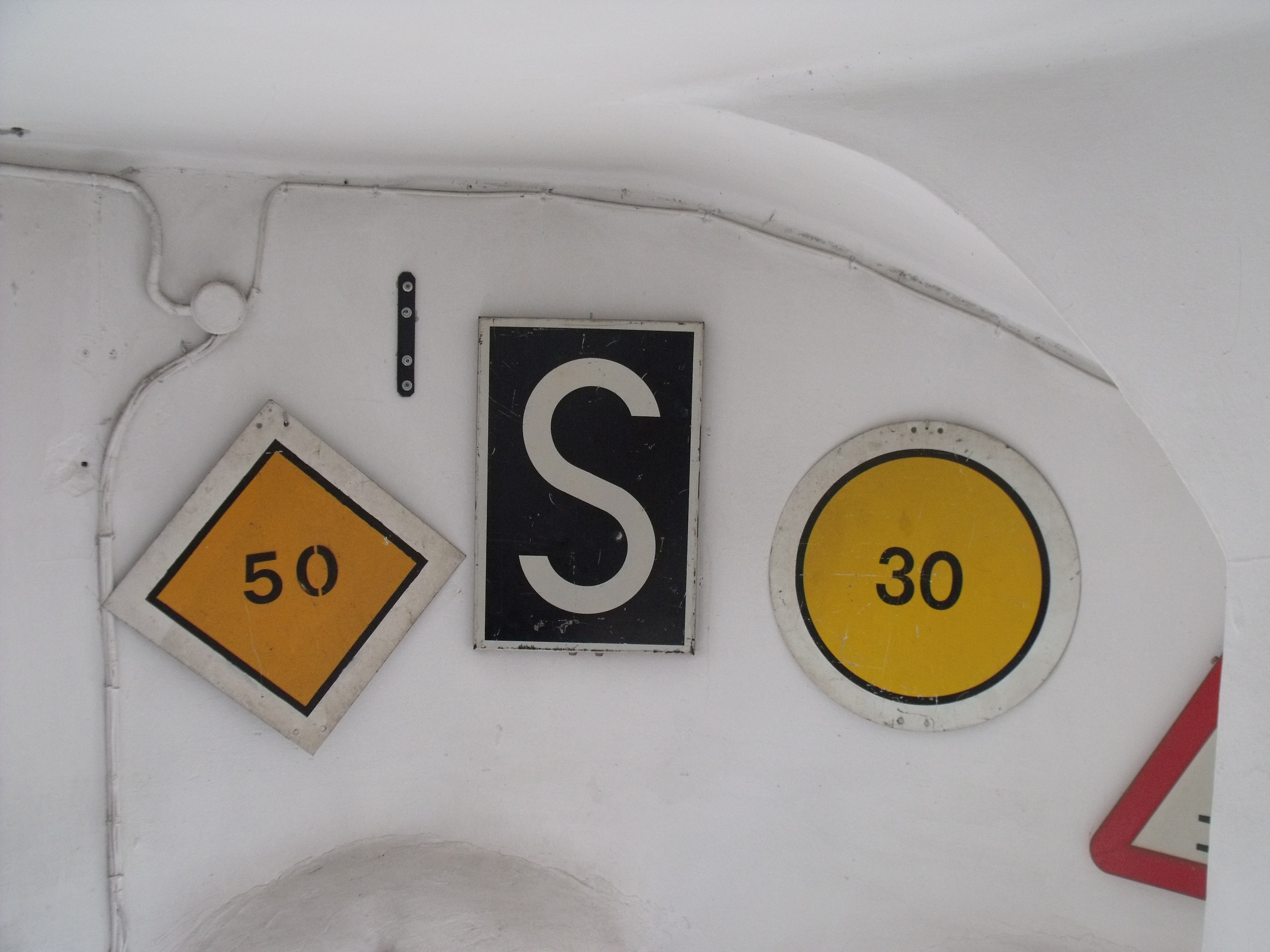
Señales ferroviarias expuestas en el interior de la torre.
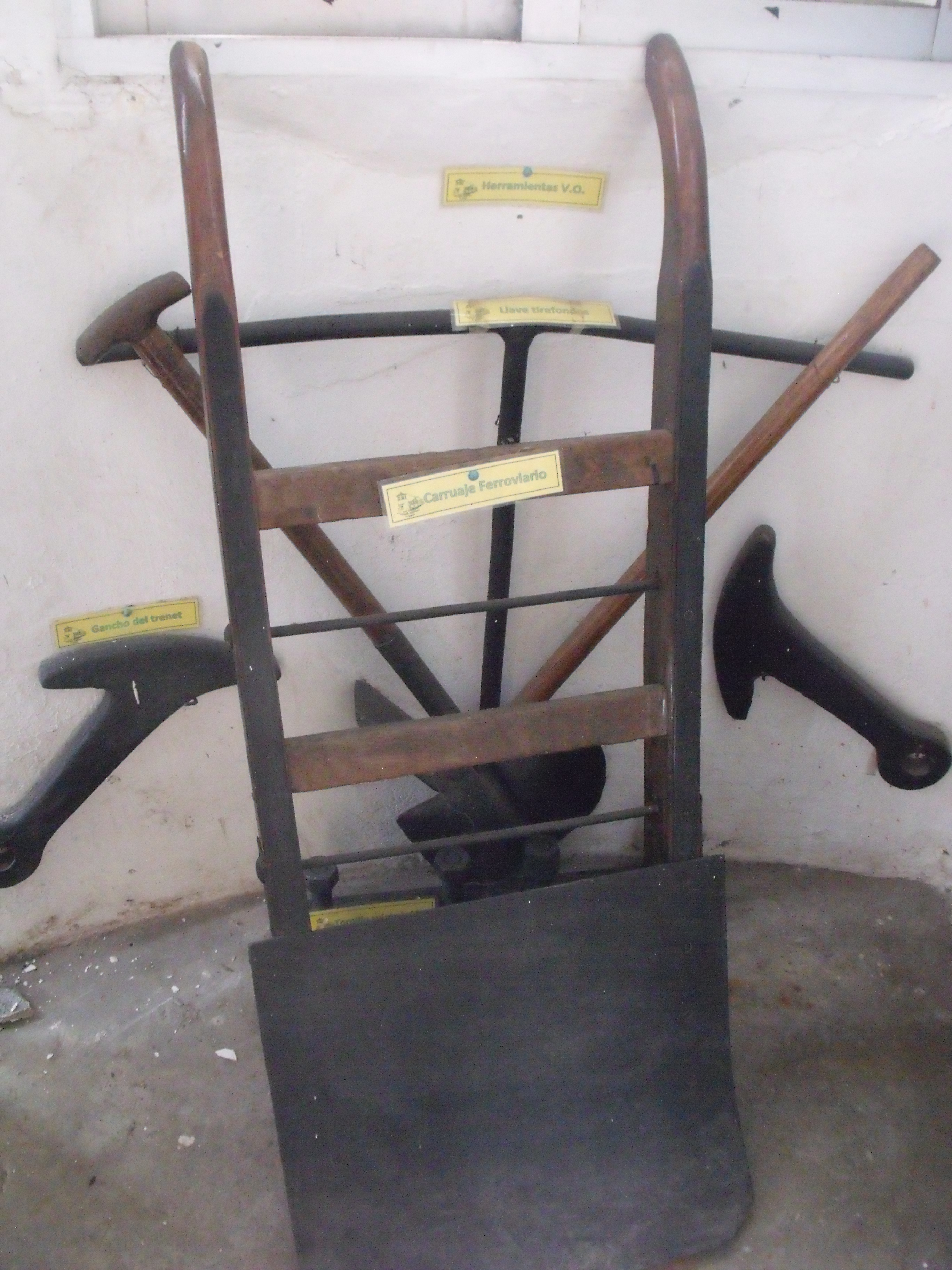
Herramientas de ferroviario, propiedad de la Associació Ferroviària de Godella.
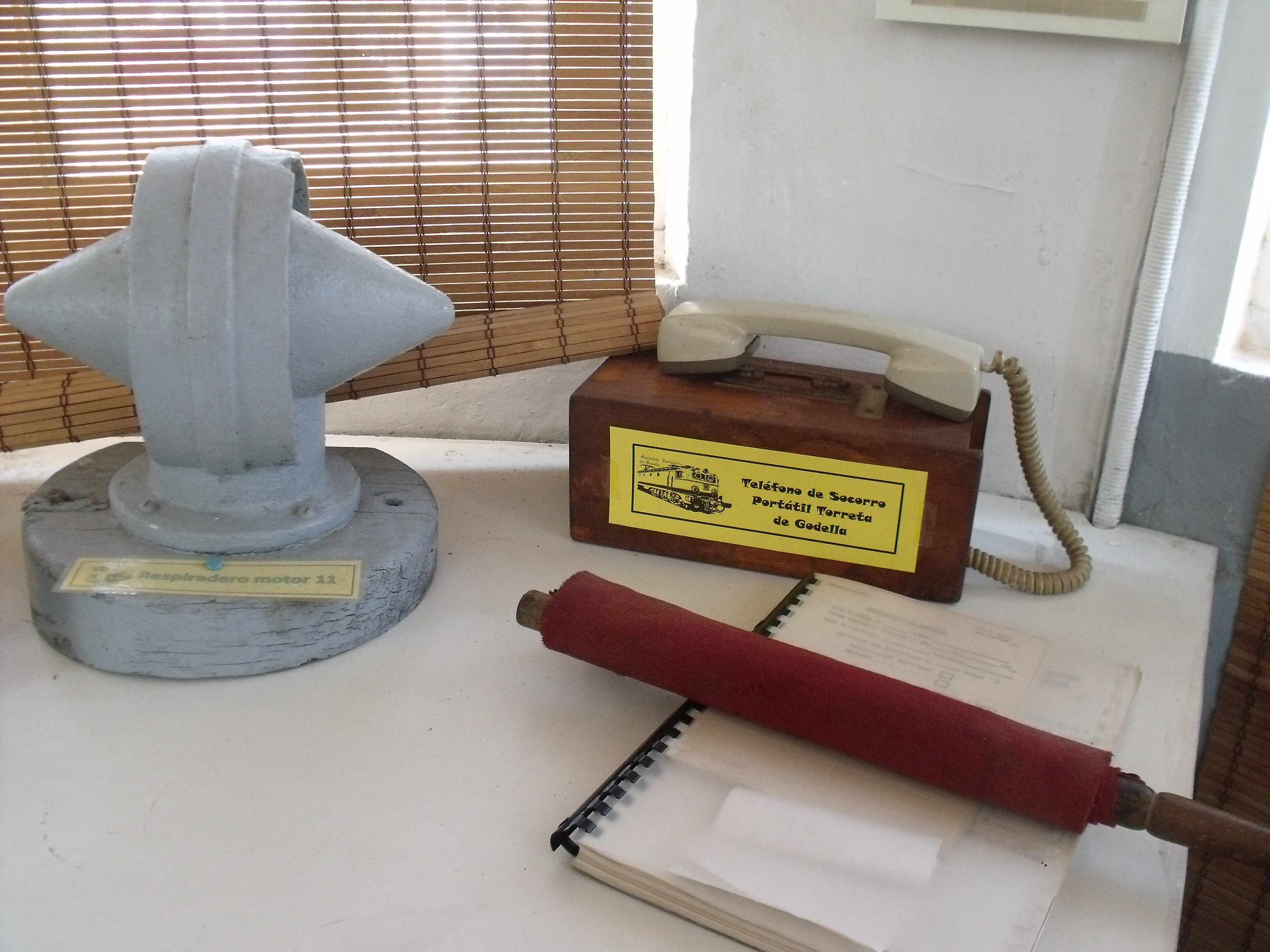
Contenidos en exhibición en la torre.
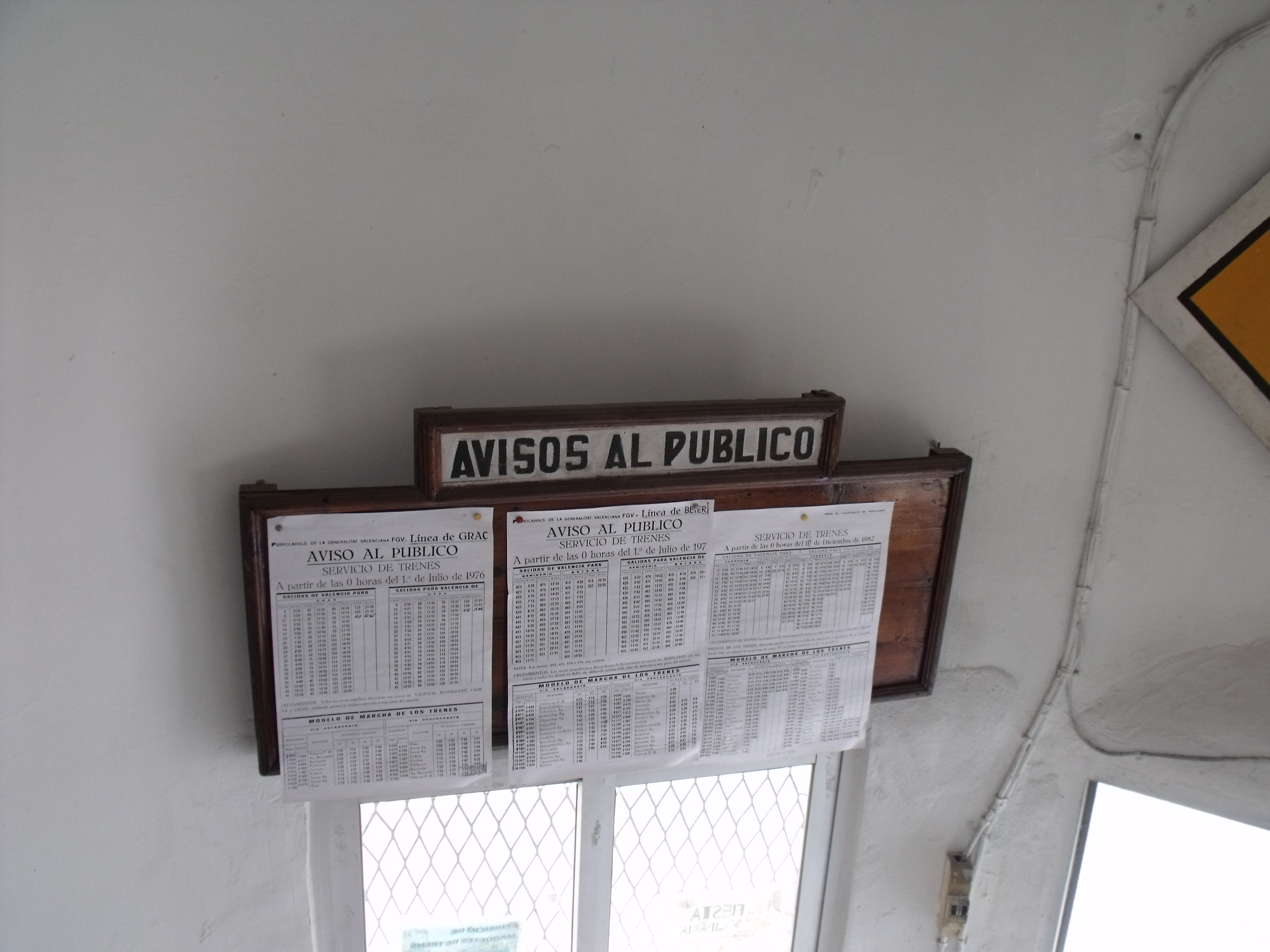
Horarios de trenes de los años setentas y ochentas.
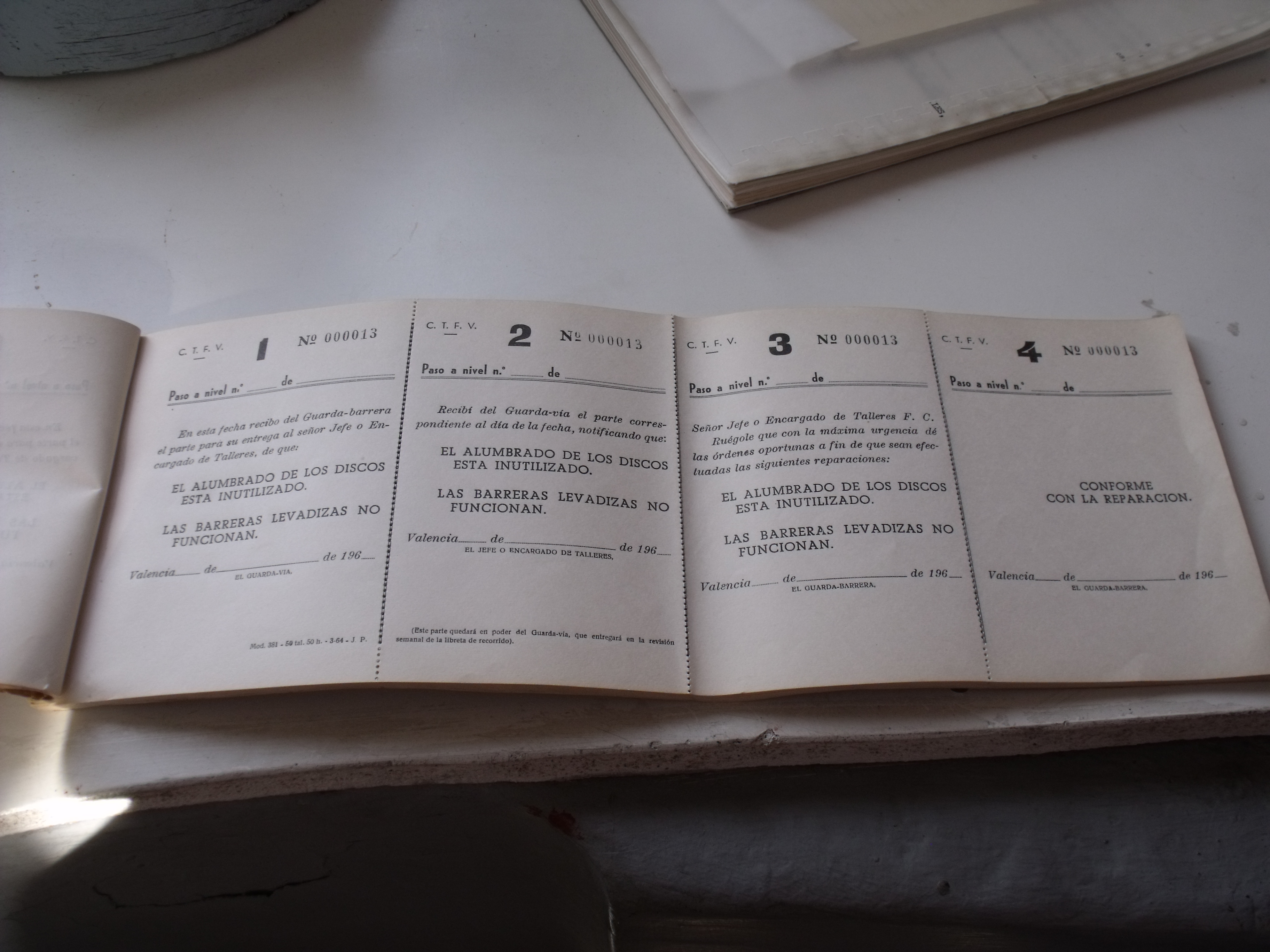
Talonario de partes de averías, de la época de la Compañía de Tranvías y Ferrocarriles de Valencia.